# Proof
Дешо́н Дюпрі́ Го́лтон(англ. DeShaun Dupree Holton) (нар.17 жовтня 1973 - пом.11 квітня 2006) — американський репер, актор, композитор. Відоміший під псевдонімами Proof і Dirty Harry. Засновник реп гурту D12.

## Коротка біографія
Народився Proof у 1973 році в Детройті, штат Мичіган,США.
Завоювати популярність йому допоміг його реп гурт D12 до складу якого крім нього ввійшли:
- Eminem
- Bizarre
- Kuniva
- Kon Artis
- Swifty McVay

У складі гурту Proof випустив два альбоми: Devil's Night і D12 World які стали платиновими. Найпопулярнішим представником групи був Eminem. З Proof вони були знайомі з дитинства. Їх об'єднували дуже близькі дружні стосунки.
У 2005 році Proof випускає свій другий сольний альбом «Searching for Jerry Garcia». У створенні платівки взяли участь Method Man, King Gordy, Нейт Доґґ, 50 Cent, Обі Трайс, MC Breed і учасники гурту D12. Він також зіграв у напівавтобіографічному фільмі Емінема 8 миля та у фільмі The Longest Yard.

## Смерть
Помер Proof 11 квітня 2006 року в результаті перестрілки в клубі «Triple C» що знаходиться поблизу 8 Милі. В цього клубу була погана репутація, в ньому неодноразово фіксувались випадки продажу алкоголю неповнолітнім та роботу пізніше дозволеного часу. Причиною перестрілки стала сварка за грою в більярд. У нього залишилась сім'я: матір, батько, дружина та п'ятеро дітей. У 2007 році матір Proof'a, Пеппер Голтон, створила організацію Proof Foundation пам'яті свого сина. Основною ціллю діяльності організації є надання допомоги дітям з неблагополучних сімей.

## Дискографія
Сольні альбоми
- 2004: I Miss the Hip Hop Shop
- 2005: Searching for Jerry Garcia

Релізи у складі D12
- 1997: The Underground EP
- 2001: Devil's Night
- 2003: D12 Limited Edition Mixtape
- 2004: D12 World